# اوزیوری
شهر اوزیوری (به روسی: Озёры) در کشور روسیه و در اوبلاست مسکو واقع شده‌است.